# کریستوف کرامر
کریستوف کرامر (انگلیسی: Christoph Kramer؛ زادهٔ ۱۹ فوریهٔ ۱۹۹۱) یک بازیکن فوتبال اهل آلمان است.
وی همچنین در تیم ملی فوتبال آلمان بازی کرده‌است.
در فینال جام جهانی ۲۰۱۴ در ترکیب اصلی قرار گرفت که در آن بازی مصدوم و دچار فراموشی مقطعی شد